# Jaźwiniec
Jaźwiniec (Jaziniec) – mała rzeka znajdująca się na terenie gminy Kramsk, oraz w małej części na terenie gminy Koło, dopływ Wiercicy.
Jaźwiniec rozpoczyna bieg na pograniczu wsi Ochle w gminie Koło, za wsią Konstantynów w gminie Kramsk. Niektóre źródła i mapy podają, że struga ta wpada w tym miejscu do Wiercicy, przez co jest ona utożsamiana jako "naturalny kanał" łączący tę część cieku z ujściem niedaleko Pogorzałek. Powodem tego jest położenie źródeł Jaźwińca kilka metrów od biegu rzeki Wiercicy.
Razem z Sakłakiem jest jednym z głównych dopływów Wiercicy.

## Galeria

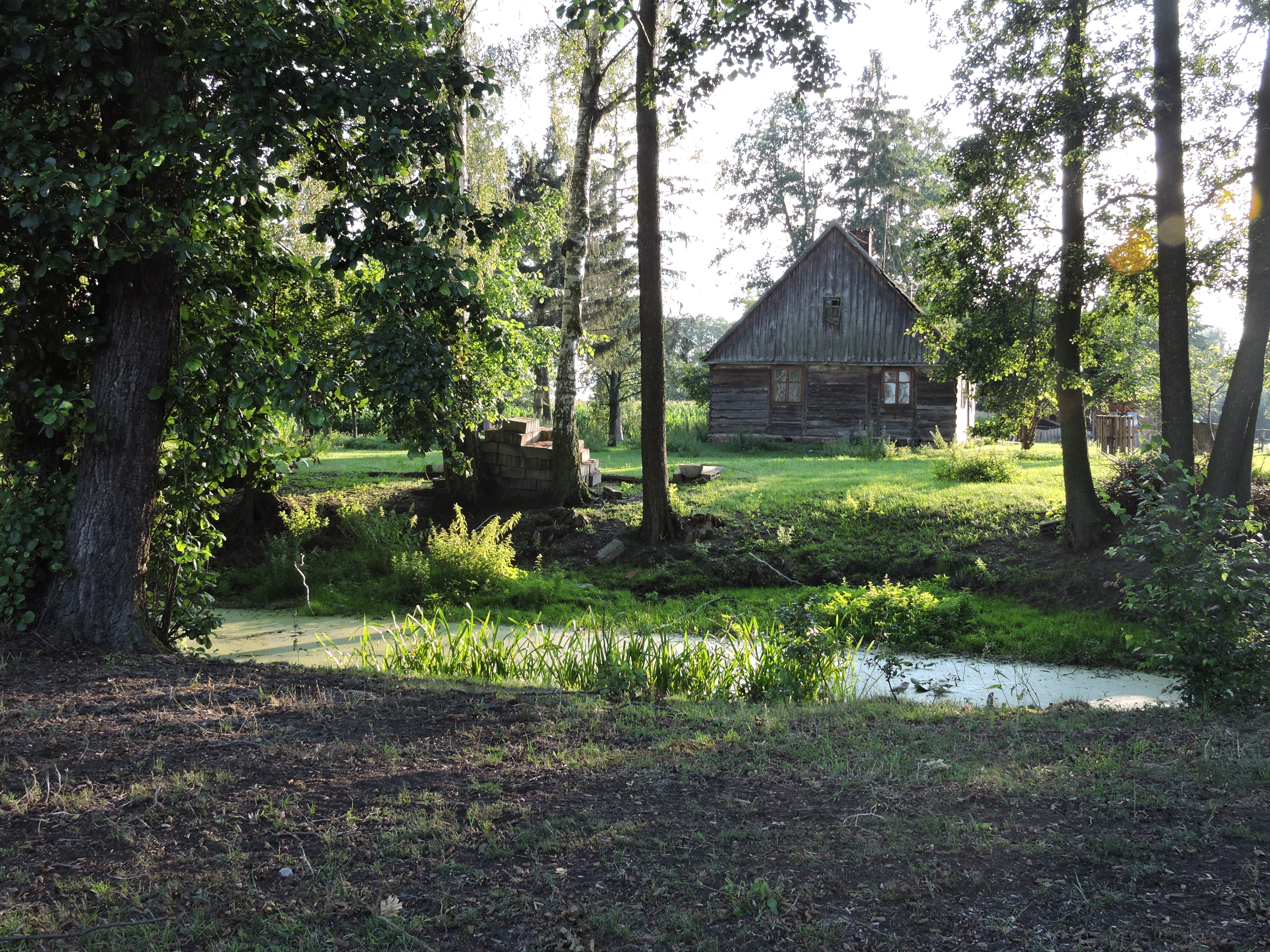
Rzeka w Pogorzałkach

## Dopływy
- Przykulec